# Iljusjin Il-76
Iljusjin Il-76, förkortat Il-76 (ryskaː Илью́шин Ил-76, Ил-76. NATO-rapporteringsnamn: Candid), är ett fyrmotorigt jetdrivet fraktflygplan, som har konstruerats av Iljusjin och som bland annat tillverkas i Uzbekistan. Det flög för första gången 1971 och har hittills tillverkats[när?] i 938 exemplar. Planet finns i en förlängd version, som heter MF i militärversion och TF i civil version. Det har en glasnos, där navigatören sitter. Flygplanet har använts [förklaring behövs] av svenska myndigheter i samband med tsunamihjälp till Sri Lanka och FN-uppdrag i Kongo-Kinshasa. Det användes också flitigt i Afghanistan under Sovjetunionens krig där och Irak har använt planet som AWACS (Mainstay). Uppgraderingen till Rysslands version av AWACS görs av Beriev.
Militära varianter av Il-76 har en dubbelpipig GSj-23L 23 mm automatkanon i bakre delen av planet. Il-76 kan fälla 125 fallskärmsjägare, eller transportera 140 soldater. Det finns också ett tankflygplan, Midas, en vidareutveckling av Il-76.

## Brandbekämpning
Planets två vattentankar fylls på tio–tolv minuter och kan tömmas samtidigt på en yta av 550 x 100 meter. Om de töms en i taget, räcker vattnet till 900 x 65 meter.

## Bildgalleri

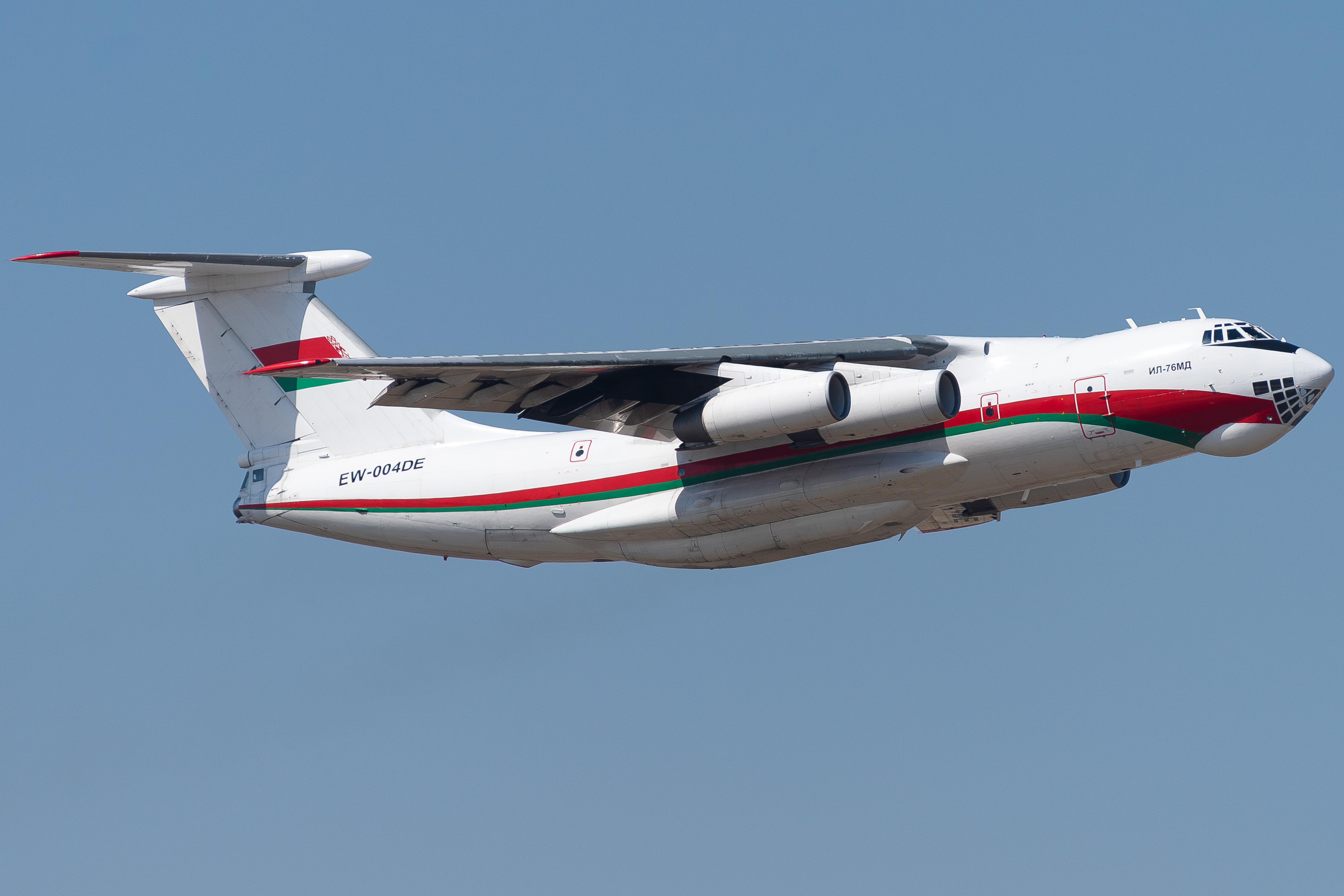
Belarusisk Il-76.
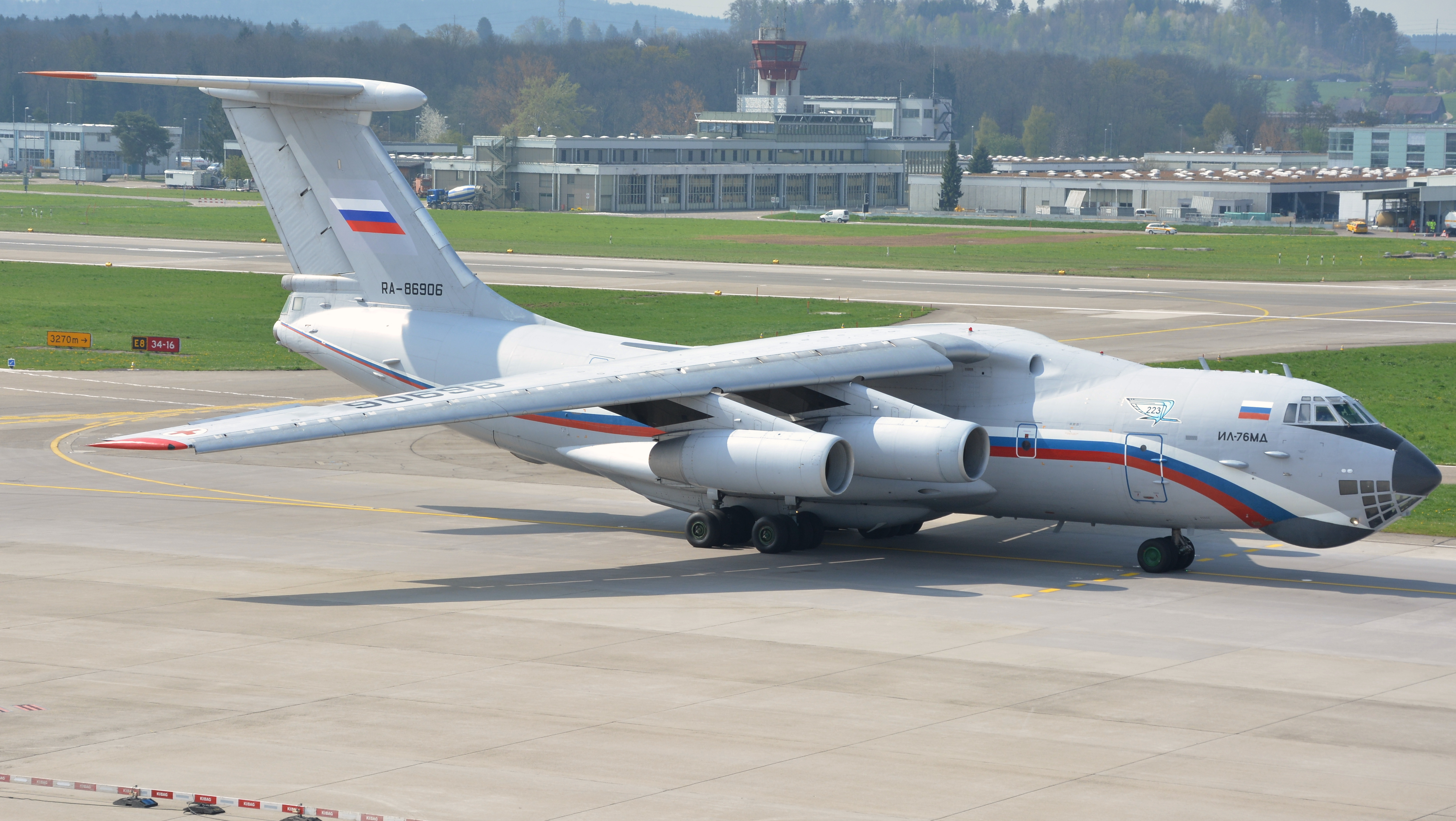
Rysk Il-76.
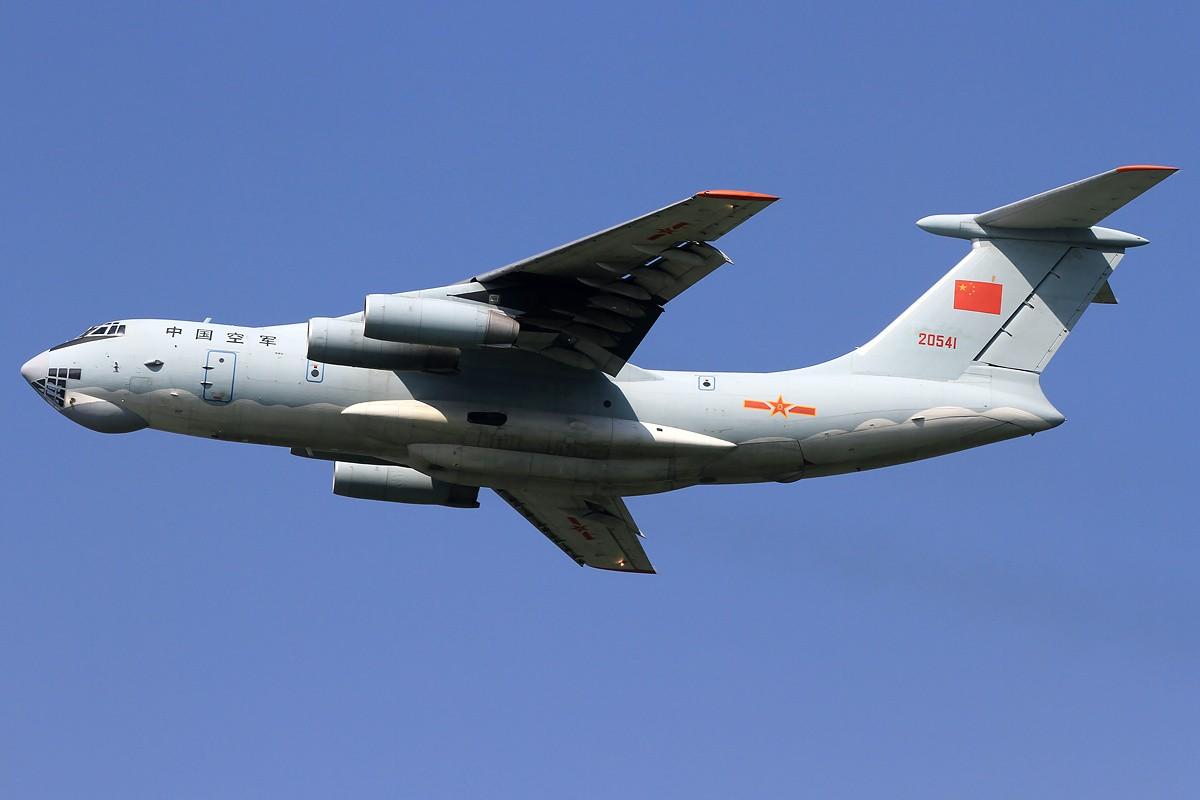
Kinesisk Il-76MD.
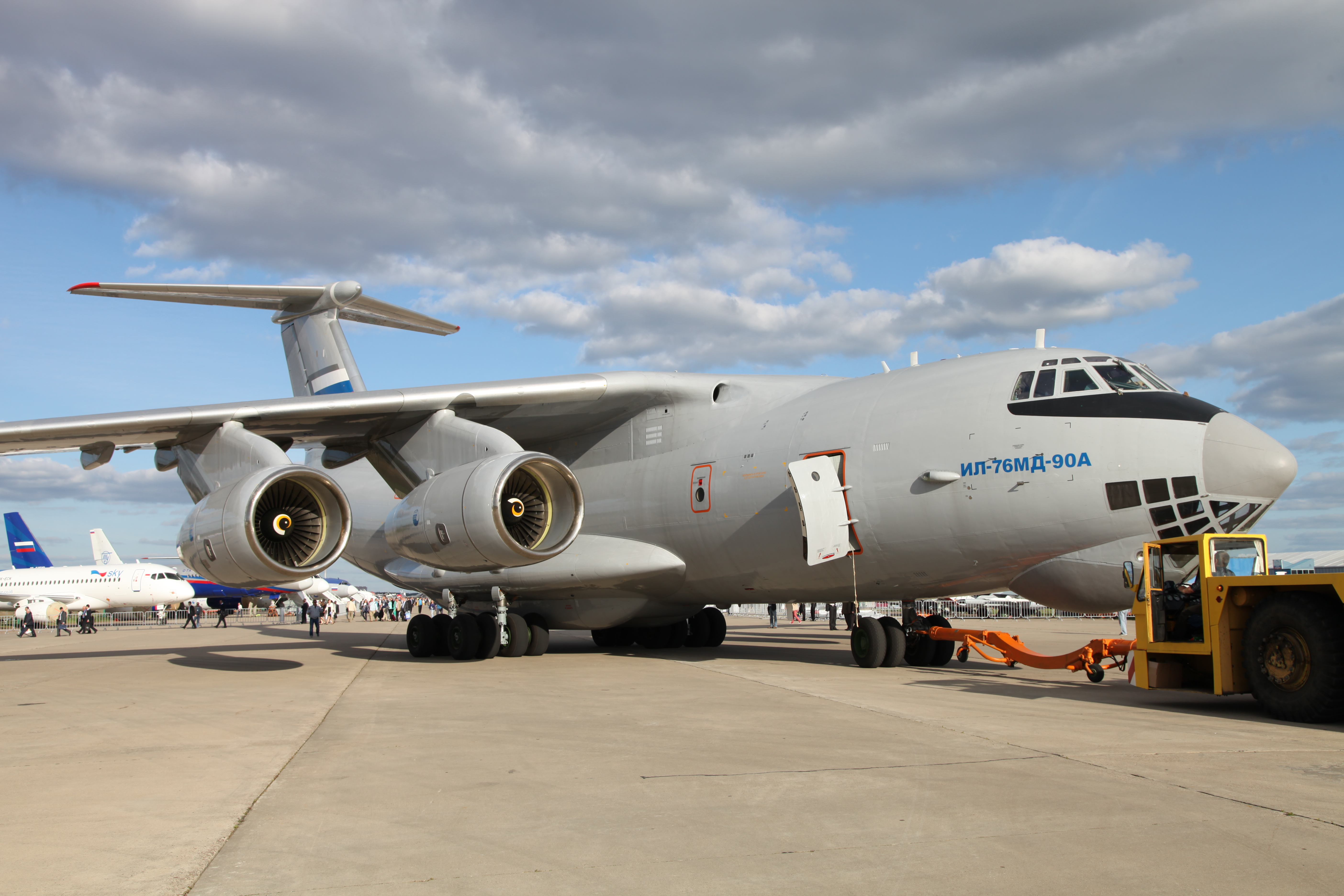
Il-76MD-90A.
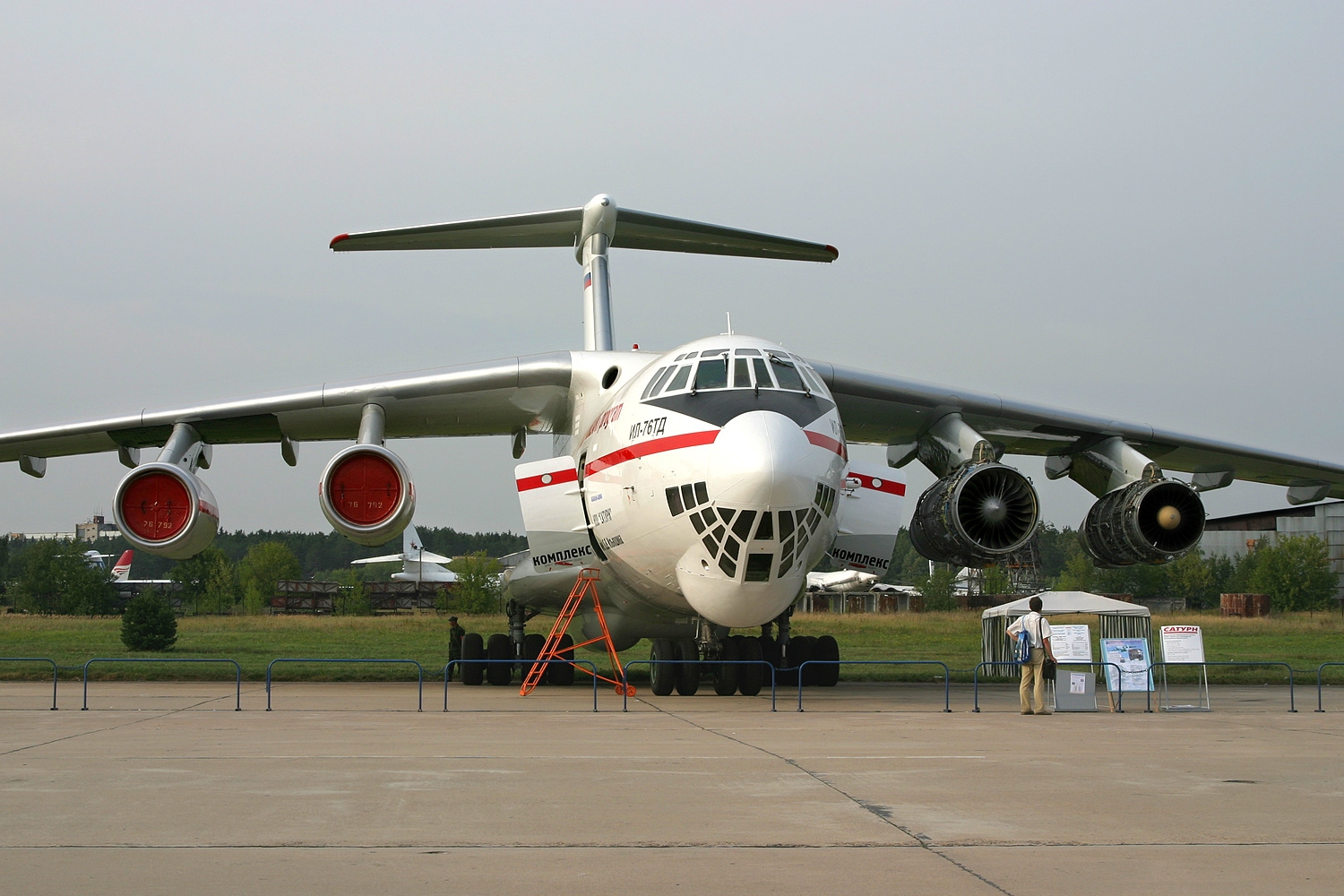
Il-76L.
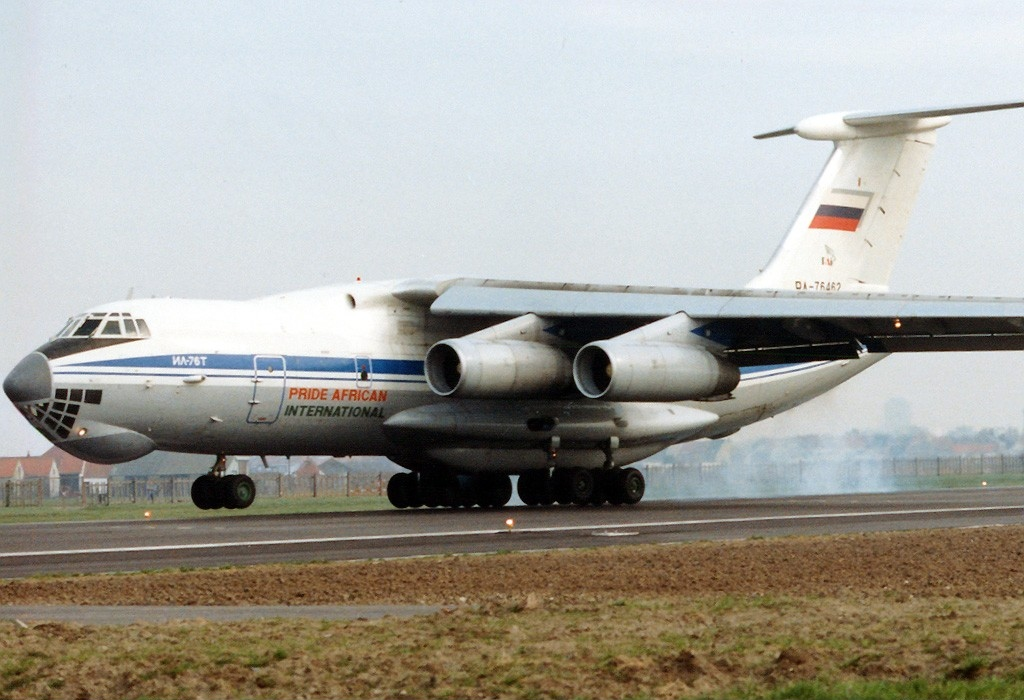
Il-76T.
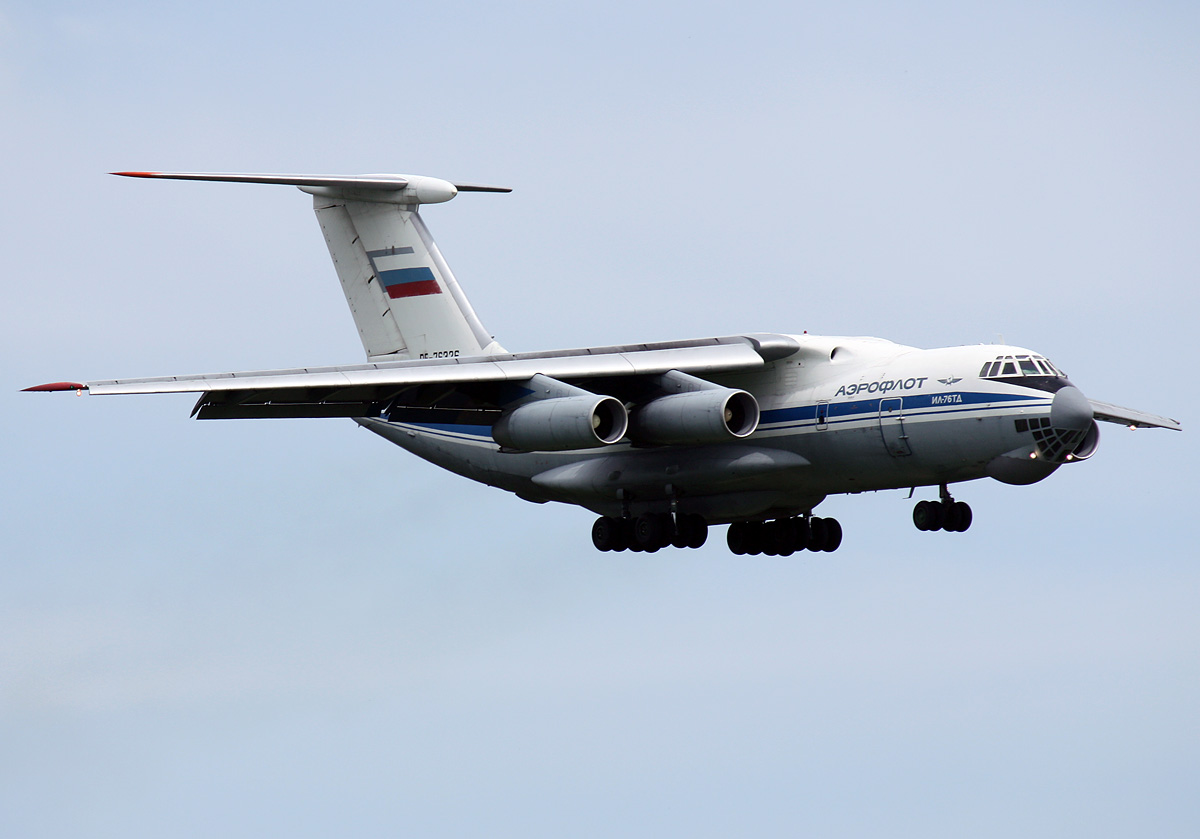
Il-76TD.